# 윤웅렬
윤웅렬(尹雄烈, 1840년 5월 18일(음력 4월 17일) ~ 1911년 9월 22일)은 조선 말기의 무신이다.

## 이력
그는 일찍이 무과에 급제한 후 제2차 수신사의 일행으로 일본에 다녀왔고, 1882년부터 교련병대 창군을 지도하였다. 1884년 갑신정변에 가담하였다가 정변 실패를 예상하여 관직을 사양했다. 갑오개혁 이후 경무사와 군부대신 등을 지냈다.
1897년 대한제국 수립 후 법부대신, 고등재판소 판사 군부대신 등을 거쳐 을사 늑약 이후 관직에서 물러나 1907년에는 국채보상운동에 참여하였다. 전라도가 전라남도와 전라북도로 분도되자 초대 전라남도 관찰사가 되으며, 초대, 4대 전라남도 관찰사를 역임하였다.
1910년(융희 4) 10월 한일 합방 조약이 체결되자 그는 조선귀족으로 남작의 작위를 받았으나, 1911년에 사망하였다. 윤두수의 차남 윤흔의 7대손으로, 지중추부사를 지내고 사후 증 의정부찬정에 증직된 윤취동(尹取東)의 아들이며, 경재 윤영렬의 형이다. 후일 대한민국 제4대 대통령을 지낸 윤보선(尹潽善)은 그의 종손이었다. 한일 합방 직후 사망했다. 자(字)는 영중(英仲)이고 호는 반계(磻溪), 본관은 해평이다. 충청남도 출신.

## 생애

### 생애 초기

#### 출생과 가계
반계 윤웅렬은 1840년 5월 18일(음력 4월 17일) 윤취동(尹取東)과 안동김씨의 아들로 본관은 해평이다. 본래는 조선 선조 때의 영의정 윤두수의 둘째 아들 윤흔의 7대손이었으나 그의 가계는 몰락하였다. 6대조 윤취지는 동지중추부사, 5대조 윤채는 세자익위사사어를 지내고 사후 증 이조참판에 추증되었으며, 고조부 윤세겸은 돈령부동지사를 지냈으며, 재종조부 윤득우는 병조참판과 광주부윤을 지냈으나 김일경과 친분이 있던 소론 신치운의 문인이라 하여 순탄치 않은 관료생활을 보냈다.
이후 경기도 수원에 거주하던 중 증조부 윤발의 대에 화성 건설을 이유로 충청남도 천안 모산면으로 내려왔고, 1791년부터 1794년까지 잠깐 낭청 직을 지냈지만 더 이상 관직에 오르지 못하고 말았다. 할아버지 윤득실은 수원성에 편입된 지역 유생, 무사들을 상대로 취재 시험을 할 때 여러번 응시했지만 번번히 낮은 등급을 받고 말았다. 윤득실은 후에 관직에 올라 통덕랑까지 올라갔지만 술을 좋아하다가 38세로 요절하였다. 다시 할아버지 윤득실의 셋째 아들인 아버지 윤취동이 분가하면서 아버지의 대에 천안군 모산면에서 아산군 둔포에 정착하였다. 그러나 윤웅렬은 서얼이었고, 후일 그에 대한 동료 벼슬아치들의 차별의 원인이 된다.
어려서 고아로 자란 아버지 윤취동은 자수성가로 재산을 모아 아산군 둔포면에 땅을 마련하였고, 관직에 나가 한직인 지중추부사를 지냈다.
아버지 윤취동은 본부인 고령신씨와 사별하고 나이 40세가 넘도록 아들이 없어 산에 기도를 드린 뒤, 후취 안동 김씨에게서 첫 아들을 얻고, 후에 둘째 아들을 얻었다. 첫 아들에게는 마을에 있는 웅달산의 이름을 따서 웅렬이라 지었고 뒤에 얻은 차남에게는 첫아들 웅렬과 이름자를 맞추기 위해(영웅) 영렬이라 지었다. 그들 형제가 태어난 기념으로 웅달산은 집웅달산이라 부르기도 했다. 유년기에 윤웅렬은 유교 성리학을 배웠다.

#### 청소년기

동생 윤영렬

윤웅렬과 그의 동생 윤영렬은 어려서부터 힘이 장사로 소문났다. 동리에 도둑, 치한이 나타나면 무쇠와 절구, 멧돌 등을 들어 괴력을 자랑하니 도둑들과 치한들이 겁을 내고 먼저 달아났다는 것이다.
체력이 강건했던 그는 무관의 길을 걷기로 결심한다. 윤웅렬은 어려서부터 기골이 장대하고 학문보다 무술에 관심과 재능이 있어, 17세에 단신으로 상경하여 무과에 응시했다. 1856년(철종 7년)에 무과(武科)에 급제하였다. 그와 그의 동생 영렬 이 관직에 진출하면서 다시 기울어진 집안을 일으켜 세웠다.
그 뒤 선전관이 되었다. 소년기 때 진사 이현표(李玄豹)의 딸 전의이씨와 결혼하고 딸 한명을 얻었다. 1861년 전주 이씨 이일영의 딸 이정무(李貞武)를 소실로 받아들였다. 이정무에게서 딸 윤경희(尹慶姬)와 아들 좌옹 윤치호(尹致昊)를 얻고, 기생 출신인 첩 다옥(茶玉)이 있었다. 그 뒤 또다른 첩인 김정순(金貞順)에게서는 일찍 요절한 아들과, 연이어 윤치왕과 윤치창이 태어났다.
윤치호는 1898년 6월 9일자 자신의 일기에 Greatmother의 환갑일이라고 일기에 기술해놓았고, 그 적모가 낳은 이복 누나와 그의 남편 미스터 김이 왔다고 기록해두었다. 서자로 태어났던 윤웅렬은 역시 자신의 서자였던 윤치호의 재능을 아깝게 여겨, 본부인 전의이씨가 죽자 바로 첩이었던 전주이씨 이정무를 정실 부인으로 올려주고 윤치호를 적자(嫡子)로 인정하였다. 그러나 1907년 3월 4일 본부인 전의이씨가 죽자, 윤웅렬은 본부인을 아버지 윤취동, 어머니 안동김씨의 묘소가 있는 둔포면 석곡리 산의 유좌(酉坐)에 매장하였다.

#### 관료 생활 초반
1859년(철종 10년) 5월 18일 철종의 특명으로 통정대부가 되었으나, 곧 절충장군으로 직급이 개정 임명되었다. 같은 5월 18일 부호군에 보직되었다. 5월 23일 병조의 천거로 오위장에 임명되고, 다시 같은 날 병조의 건의로 첨지중추부사가 되어 오위장을 겸하였다. 1859년 6월 23일 도성의 남문을 맡는 남소위장(南所衛將)에도 겸임되었으며, 7월 5일 병으로 일을 보지 못한다는 병조의 건의에 의해 겸직하던 오위장직과 남소위장직에서 해임되었다. 1860년(철종 11년) 6월 3일 첨지중추부사(僉知中樞府事)에 임명되었다가 1861년 1월 8일 병으로 직무를 수행하지 못한다는 병조의 계로 면직되었다. 1861년(철종 12년) 6월 충청도감영중군 겸 공주중군(忠淸道監營中軍兼公州中軍), 62년 함경북도 북청병마우후(北靑兵馬虞侯) 겸 토포사(討捕使) 등을 지냈다. 그 뒤 한직을 전전하던 윤웅렬은 고종 즉위 후 흥선대원군에 의해 발탁되었다. 1864년 절충장군이 되었다. 무관이면서도 학식이 있었던 그는 박규수의 문하에 출입하며 신학문을 접하였고, 뒤이어 유대치와 오경석의 문하생이 되었다. 이들의 문하에서 김옥균, 김홍집, 김윤식, 어윤중, 박영효, 유길준 등을 만나 친분을 쌓게 된다.
1872년(고종 10년) 11월 어영청의 기사장(騎士將)이 되었으나 신병을 이유로 체직되었다. 1878년(고종 15년) 5월 통리기문아문 참사(統理機務衙門參事), 부령관(副領官)을 거쳐 그해 7월 외직인 남양부사(南陽府使) 등을 지냈다.
뇌물과 배경이 없으면 승진하기가 쉽지 않았던 시대에 태생적 결함을 지닌 그가 출세한 것은 기적에 가까웠다. 그가 가난한 서얼 출신이라는 이유로 심하게 차별대우를 받았고, 동료들로부터도 모욕적인 대우를 받는 것은 우연히 아들 윤치호가 목격하고 그에게 영향을 준다.
윤웅렬은 자신이 서얼에다가 무관이었고, 무관의 직책 역시 천대받던 직책이었으므로 아들만큼은 문관으로 키우려 노력하였다. 아들 윤치호는 아버지의 뜻을 어기지 않고 관료가 되려는 포부를 가지고 학업에 열중하였다. 그러나 윤치호는 김정언의 문하에서 성리학을 배웠지만, 전통교육에 바탕을 둔 과거에는 그다지 연연하지 않았다. 그는 다시 아들 윤치호를 어윤중의 문하에 보내 수학하게 했다.

### 관직 진출

#### 탄핵과 파란

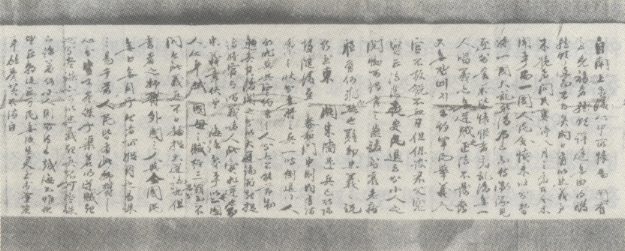
윤웅렬의 친필 편지서신

그의 관직 생활은 순탄치 않았다. 남양부사 시절에는 어사의 감찰에 걸렸고, 남병사 재직 중에는 가렴주구를 하고 사무를 늦게 처리한다고 함경도관찰사의 탄핵을 받았다. 그리고 보고서의 격식이 틀렸다고 의정부의 탄핵을 받았다. 이후에도 흥선대원군이 실각한 뒤에도 성실성과 수완을 발휘해 고종과 명성황후의 총애와 신뢰를 얻었다. 그러나 세도가도 아니며 배경도 없던 그의 실력과 무예에 주변인들의 질투심과 험담에 시달림당했다.
그래도 굴하지 않고 불쾌한 표정 한번 나타내지 않았다. 윤웅렬은 고종의 신임을 받으며 버텼다. 1879년 장남 윤치호가 진주 강씨의 딸과 결혼시켰다. 그러나 강씨는 양반가문도 아니었고, 윤치호 몰래 외도를 하였다. 자신이 서얼이었으므로 강씨가 양반가문이 아닌 것에는 크게 개의치 않았지만 며느리의 외도를 알고 나서는 분리시키기로 했다. 그러나 그가 개입하기 전에 윤치호는 아내 강씨의 외도 사실을 알고, 1885년 친정으로 되돌려보냈다. 강씨는 1886년에 사망한다. 1880년 7월 제2차 수신사가 파견될 때 예조참의 김홍집을 수행하여 별군관으로 다녀왔다.

#### 일본 연수와 귀국

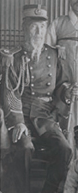
윤웅렬 (1907년)

1880년(고종 17년) 초 별군관(別軍官)에 임명되었다. 80년 음력 7월 도쿄의 흥아회(興亞會)가 조선 인사들을 초청할 때 별군관의 신분으로 제2차 수신사 김홍집(金弘集) 등의 수행원으로 일행을 따라 제물포에서 배편으로 일본에 건너갔다.
함께한 이조연(李祖淵), 강위(姜瑋) 등과 함께 동양 삼국의 합력을 취지로 하는 흥아회 모임에 참석하였으며, 도쿄에 머물고 있던 개화승 이동인의 소개로 일본 재야 인사들과 접촉하였다. 무관인 윤웅렬은 근대적인 군대의 조직과 훈련에 각별한 관심을 가지게 되었다. 그는 중국어를 유창하게 구사하였고, 약간의 일본어도 서투르게나마 구사했다고 한다.
윤웅렬은 동경 체류기간에 이조연, 강위(姜瑋) 등과 함께 동양삼국의 합력을 취지로 하는 흥아회(興亞會)에 참석하여 일본 재야인사들과 접촉하기도 했다. 또한 그는 당시 도쿄에 머무르고 있던 개화승 이동인의 소개로 주일영국공사관의 어네스트 샤토우(Ernest M. Satow) 서기관과 접촉하기도 했다.
샤토우의 일기에서 '이동인이 윤웅렬을 데리고 찾아와 점심을 함께 했다는 것과 윤웅렬이 서투른 일본말을 할 수 있었다는 것, 그리고 윤웅렬은 분명히 개화파에 속하는 인물이었다는 것'이다. 수행원의 신분이었지만 일본의 새로운 문물과 군사 시설을 시찰하였고, 일본 체류 중인 1881년 초 통리기무아문참사(參事)에 임명되었다. 그는 돌아와 1881년 4월 교련병대 창군에 참여한 뒤 신식군대를 지도하였다.
그는 형식적인 병사 훈련에서, 체육을 통한 체력 강화 목적으로 병사들에게 운동과 단련을 시켰다. 그러나 그의 신식 군대 조련 및 체력 단련을 두고 일본화라는 중상비방, 음모가 나돌기도 했다.
1881년 조선정부에서 다시 일본에 조사시찰단 파견을 추진하자 그는 아들 윤치호를 적극적으로 추천해 시찰단에 합류시켰다. 목적은 일본 유학이었다. 1880년대 윤웅렬은 고종이 신뢰하던 몇 안되는 무장이자 개화파와도 깊은 관계를 맺고 있는 인물이었다. 그해 5월 17일 부령관(副領官)에 임명되었다.
윤웅렬은 서얼이기는 했지만 국왕의 총애를 받는 조정의 고관이었고, 아들 윤치호는 어윤중의 제자로 소문난 수재였다. 그러나 아들 윤치호는 과거에 급제할 여건은 충분히 갖춘 상황이었지만, 그것만으로는 서얼의 자식이라는 굴레와 부당한 대우를 극복할 수 없다고 판단했다. 당시 그는 고종과 민비의 총애를 받았지만 물론 자신은 자기 능력에 맞는 대접을 받고 있지 못하다고 생각하고 있었다.

#### 별기군 창설
1881년 어영청 중군을 거쳐 그해 5월 7일 어영청 참사(參事)가 되었다. 같은 해 함경남도 병마절도사가 되었다가 다시 중앙으로 돌아와 별기군 창설에 가담하여 5군영(五軍營)에서 지원자 80명을 선발하여 별기군을 만들고, 좌부영관(左副領官)으로서 별기군의 운영을 주도했다. 이어 훈련원 하도감(下都監) 신병대장(新兵隊長), 별기군의 교련소 우부령관 등을 지냈으며, 이후 신식 군대를 양성하면서 일본과 유착하였다. 훗날 별기군에 대한 불만에서 시작된 임오군란 때는 군인들이 일본 공관을 습격할 계획으로 움직인다는 사실을 일본 측에 미리 통보했고, 소요가 확대되어 운웅렬의 집이 부서지고 일본공관도 습격당하자 공사 일행과 함께 나가사키로 피신했다. 원산으로 피했다가 일본 승려 이사카와가 화물처럼 가마니로 말아서 일본으로 밀항시켰다는 말도 있다.
1881년 5월 7일 좌부영관(左副領官)이 되었다가 음력 윤7월 15일 경기도 남양부사(南陽府使)로 발령되었다. 그러나 그는 육군 참령관(參領官)의 계급은 유지하였고, 별기군의 훈련에 수시로 관여하였다.
1882년 별기군의 실질적인 책임자가 되었다. 이후 좌부령관(左副領官), 전영장(前營將)을 거쳐 그해 5월 다시 통리기무아문사를 거쳐 남양부사로 임명되었으나 병을 이유로 그해 6월 체직되었다. 그해 음력 윤 7월 다시 남양부사가 되었다. 8월 27일에는 고종이 친히 별기군 기병대의 기예를 시험하자, 윤웅렬은 육군 정령관의 한 사람으로 시험에 참여하였다. 1881년 9월에 발생한 이재선 추대 사건에 연루되어 의금부에 투옥, 9월 20일에는 이재선과 대질심문을 받았으나 혐의없음이 밝혀져 풀려났다.
윤웅렬은 일본어, 중국어에도 능통하였다. 당시 일본에 조사시찰단의 한 사람으로 파견된 아들 윤치호는 농업학교로 예정되어 있었다. 그러나 윤웅렬은 아들의 재능을 사장시킬까 염려하여 이노우에 가오루, 후쿠자와 유키치 등을 설득하여 도진샤에 입학시킬 수 있었다.
그러나 그의 초기 관직생활은 순탄치 않았다. 수시로 탄핵과 질시가 계속되었다. 그러나 윤웅렬은 고종의 신임을 받으며 버텼다. 남병사로 재직 중 의정부의 감사와 탄핵을 받은 진정한 이유는 향교에서 세운 향헌비를 헐어버렸으며, 법대로 군인을 징발하고, 향교를 군대 훈련장으로 만든 것 때문이었다. 그는 보수적인 전통 양반 가문의 행세를 못마땅하게 여겼던 것이다.
그는 주변에서 인맥도 없었고, 연줄도 없었고 순순히 자신의 능력으로 관료생활을 보냈다. 변방의 만주족 마적이 쳐들어오면 주저않고 토벌해서 쫓아내기도 했다. 이처럼 소신 있고, 파격적인 행동을 하면서 윤웅렬은 관료 세계의 험난한 파고를 헤쳐 갔다.

#### 임오군란과 망명, 귀국

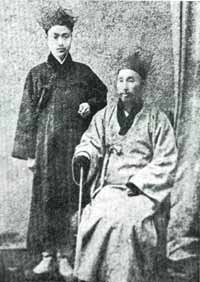
1882년 임오군란으로 일본 망명중, 장남 윤치호(오른쪽에 앉은 이)와 함께

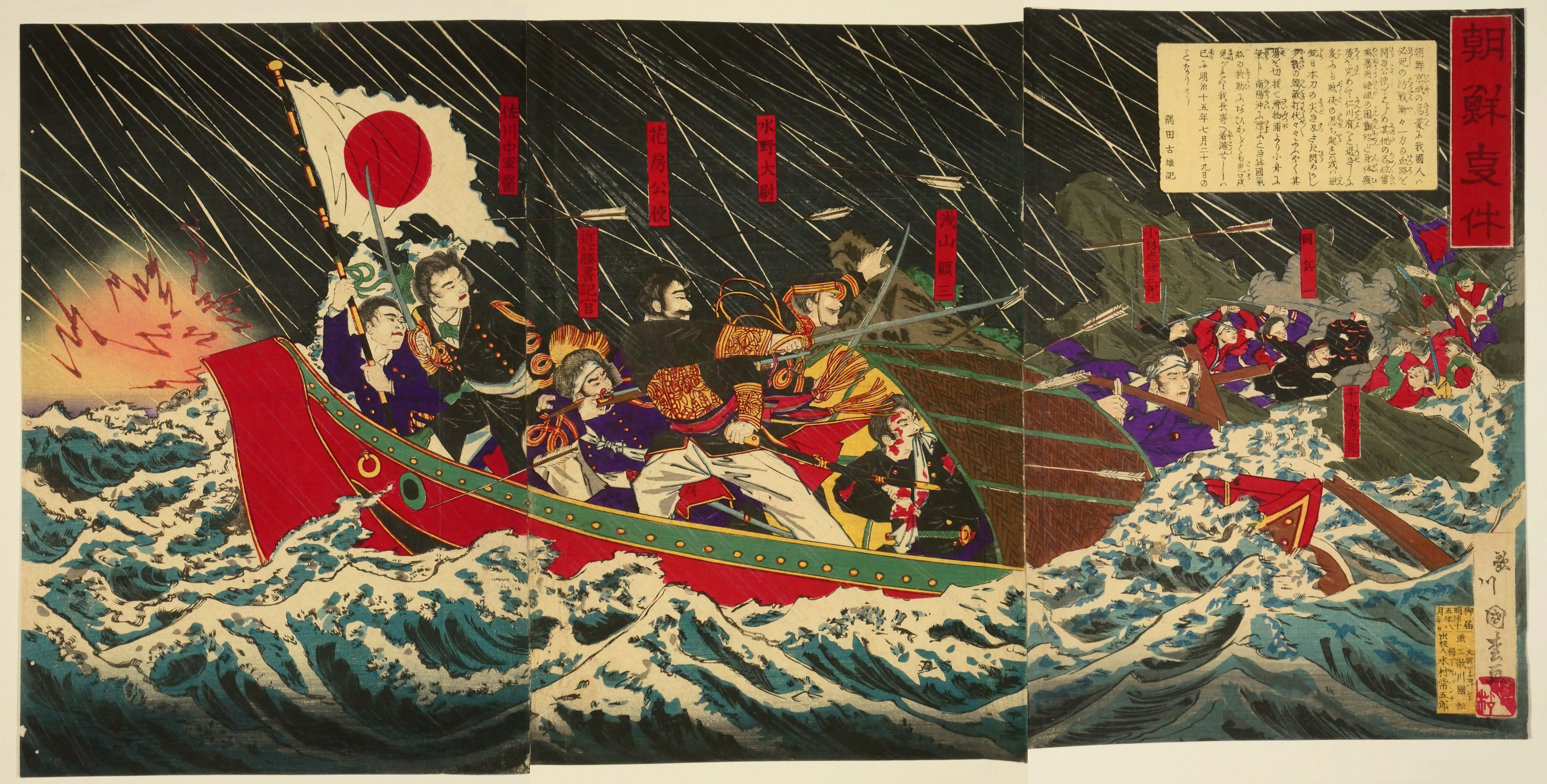
작은 배로 탈출한 일본 공사관원

1882년 6월 병이 있다는 이유로 언관들의 탄핵을 받고 남양도호부사(南陽都護府使)에서 파직당하였다.
1882년(고종 20년) 임오군란이 일어나자 정원(偵員) 이승모(李承謨)를 보내 정세를 확인한다. 이어 이승모를 일본공사관에 보내 군민들이 일본공관을 습격할 계획을 세우고 있다는 정보를 입수하여 정부의 지시로 일본 판리공사(辦理公使) 하나부사(花房義質)에게 군민들이 일본공관을 습격할 계획을 세우고 있다는 소식을 통보하고 자위책을 강구할 것을 요청했다. 군민들이 친일파 인물들의 집을 파괴하고 일본 공사관을 급격하자 그는 한성부를 탈출하여 원산을 거쳐 부산으로 가서, 박제경(朴齊絅)과 일본군 중위 가이즈(海津)의 주선으로 일본 나가사키현(長崎縣)으로 망명했다.
임오군란으로 일본에 망명한 그는 유학 중이던 아들 윤치호와 일시적으로 함께 지내기도 했다. 그러나 일본이 문벌 타파 및 인재 등용과 정치범 석방을 조선 조정에 요구하자 곧 복권되어 귀국하였다.
1882년 12월 1일 별군직에 임명되었다가 12월 2일 첨지가 되었다. 그 뒤 12월 19일 다시 남양부사로 제수되었다. 1883년(고종 21년) 음력 3월 17일 다시 함경남도 병마절도사로 발령을 받았다. 1884년 음력 1월경, 통리군국아문에서 친기위 군사를 자체 추천토록 장계를 올려 왕의 윤허를 받았다. 임오군란이 실패한 후 귀국하여, 김옥균(金玉均) 등 개화당 인물들과 가깝게 지냈으나 조직에 직접 참여하지는 않았으며 그들의 급진적이고 혁명적인 행동에는 반대하여 신중론을 펼쳤다. 그는 갑신정변의 실패를 미리 예견하였다고도 한다.

#### 갑신정변 직전

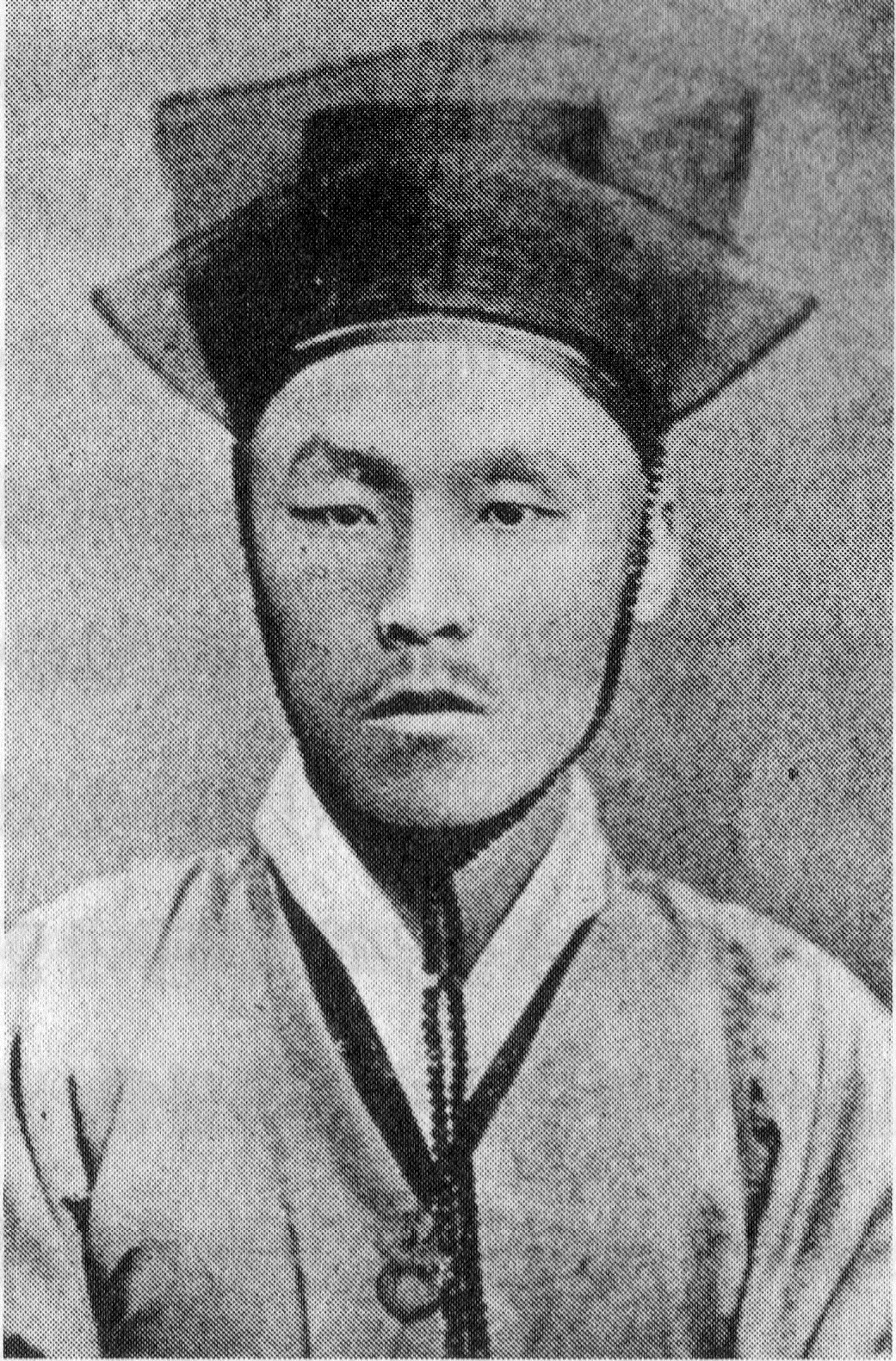
고균 김옥균

그는 조선 사회가 매관매직, 혈연과 학연, 지연에 의한 인사 채용 등으로 부패했다고 보고, 부패한 체제를 일소하기 위해서는 혁명, 개혁이 필요하다고 주장했다. 그러나 갑신정변 주동 세력들의 연령이 너무 어리다는 점과 동원할 군사력은 자신의 군사력과, 김옥균, 홍영식, 박영효, 서재필, 서광범 등 집안의 재력 뿐이라는 것을 알게 되면서 절망한다. 이후 그는 현실에 안주하게 되었고, 아들 윤치호는 아버지가 소신도 신의도 없다며 반감을 들고, 대들며 따지기도 했다.
이후 온건개화파로 활동하며 1884년 7월 가선대부(嘉善大夫)로 승진하고, 7월 27일 총융청 중군에 임명되어 한성으로 상경했다가 다음날인 7월 28일 친군전영 정령관(親軍前營正領官)이 되었다. 그해 8월 동지중추부사, 8월 16일 동지훈련원사, 8월 25일 친군전영 우정령관(親軍前營右正領官) 등을 역임하였다. 9월 14일 궁술에서 명중하자, 9월 16일 고종의 명으로 노력의 공로로 특별히 가의대부로 승진하였다.
이번에 전영 상번 병정의 조련을 보니, 활시위를 당기고 화살을 맞추고 걷고 치는 것이 자못 볼 만하였다. 여러 해 노력하고 매우 애쓴 것이 가상하니, 전 남병사 윤웅렬(尹雄烈)을 특별히 가자하라.

1884년 음력 10월 23일 한성부당상에 낙점되었으나 별군직으로 임명되었다.
갑신정변 직전 개화파가 정변의 무력 기반으로 세 개의 부대를 준비하고 있었다. 광주유수 박영효가 이끄는 친군영 전영과 후영의 부대와 함경남도병사 윤웅렬이 지휘하는 북청군이었다. 친군영의 병력이 전영, 후영 합쳐서 1000명, 북청군이 500명이었다. 그러나 그는 북청의 남병영 군을 전부 동원하지 않고 일부 병력만 데리고 남하한다.

#### 갑신정변 전후
그러나 수구파도 낌새를 눈치채고 박영효를 광주우수에서 해임시켰다. 그러자 개화파는 고종을 설득하여 윤웅렬의 부대를 상경시켜 고종의 친위군으로 삼도록 한다. 그러나 마지막 순간 수구파의 맹렬한 반대에 봉착한다. 고종은 북청군 500명 중 250명을 돌려보내라는 명령을 내린다. 그러자 윤웅렬은 발을 뺀다. 윤웅렬과 윤치호는 개화파에 대한 고종의 지지가 확고하지 않은 이상 정변이 실패할 가능성이 크다고 판단했다.
거사 한달 전, 윤웅렬은 북청군 전원을 북청으로 되돌려보내고 70명 만을 남겼다. 정변 1주일 전에는 갑신정변의 주력이 된 친군영 전영의 지휘관직을 사임했다. 그러나 국왕 측에 정변음모를 고자질하지는 않았다. 그는 김옥균, 홍영식 등과 친분이 있었지만 이들이 실패할 것을 예상하며 불안해하였다. 한편 그의 이같은 태도를 두고 논란이 많았다. 그러나 유영렬은 '윤웅렬은 1884년 갑신정변 당시에는 분명히 개화파에 속하는 인물'로 보았다. 일본에 체류 중이던 윤웅렬은 일본어를 익히는 한편 이동인의 주선으로 만난 주일본영국대사관의 어네스트 사토 서기관과 자주 접촉하였다.
1884년 10월 김옥균 등의 갑신정변에 참여하여 형조판서를 맡았으나 갑신정변이 진행되는 동안에 아들 윤치호에게 외세에 의지한 것이기 때문에 오래 견딜 수 없으며, 소수의 일본군으로는 다수의 청나라 군대에 대항할 수가 없다는 등 6가지 이유를 들어 실패할 것이라고 부정적으로 보았다.

### 생애 후반

#### 망명과 귀국, 유배생활
갑신정변은 실패했고, 갑신정변 3일 뒤 정변의 실패로 그는 능주(綾州)로 유배되었고, 대사헌 윤성진(尹成鎭)은 갑신정변의 여당으로 신기선(申箕善)·윤웅렬(尹雄烈) 등을 처벌할 것을 주장하였다. 그러나 풀려나 곧 한성부좌윤이 되었다.
이후 그는 수시로 임오군란과 갑신정변에 동조한 전력을 놓고 수시로 공세의 대상이 되었다. 아들 윤치호 역시 생명의 위협을 감지하고 유학을 목적으로 1885년 중국 상하이로 떠난다. 그 뒤 아들 치호는 중국과 미국에서 유학한 뒤 귀국하게 된다. 1885년 1월 다시 소환되어 미국 공사관 근위대장이 되었으나, 다시 계속된 탄핵을 받고 1884년 6월 전라남도 능주로 다시 정배당했다. 그러나 사헌부와 사간원에서는 1894년까지 여러 번 그에게 죄를 줄 것을 청하는 탄핵 상소를 올렸으나 고종이 듣지 않아 위기를 모면하였다. 1894년(고종 32년) 6월 석방되었다. 7월 6일 한성으로 돌아왔다.
1894년 청일 전쟁후 김홍집의 친일 내각이 들어서자 경무사(警務使)를 거쳐 군부대신의 자리에 올랐다. 이어 그의 아들 윤치호도 학부협판에 올랐다. 그해 7월 윤웅렬은 호군을 거쳐 8월 17일 친군장위영 병방(親軍壯衛營兵房)이 되었으나 9월 8일 신병을 이유로 사직하여 고종이 윤허하였다. 그러나 9월 14일 다시 병방에 임명되었다. 그러자 윤웅렬은 9월 20일 신병을 이우로 사직하여 면직되었다. 9월말 동지중추원사를 거쳐 11월 다시 경무사가 되었다.

#### 갑오경장 이후
1895년(고종 33년) 제3차 김홍집 내각의 경무사(警務使)로 임명되었다. 그해 1월 동지중추원사, 2월 경상좌도병마절도사를 역임하였다.
을미사변 이후 갑오경장 때 군부대신으로 재직중, 10월 12일 미국 공사를 비롯한 주조선 미국 외교관들의 협력을 얻어 고종을 궁성 밖으로 모셔나와 친일 정권을 타도하고 새 정권을 수립하려던 친미파가 주도하여 발생하는 춘생문 사건(春生門事件)에 호응, 적극 내통했다가 실패하자 원두우의 집에 피신해 있었다. 그 뒤 중국으로 도피, 상하이(上海)로 건너갔다. 상하이 망명 생활 중, 그는 무예에 능하였으므로 조선에서 김홍집이 보낸 친일 암살단을 스스로 물리친 뒤 은신하고 있다가 배편으로 인천항에 돌아왔다. 1896년 2월 귀국 직후, 대한제국 중추원 1등의관(中樞院一等議官), 3월 24일 군부 협판에 임명되었다. 4월 육군 부령에 임명되어 친위군 제1연대장이 되었다.
그 해 5월 육군 참장(參將)으로 특진, 군부협판(軍部協辦)에 임명되었으며 군부대신서리사무(軍部大臣署理事務)·법부 협판·의정부 찬정 등을 겸임했다. 1896년 6월 26일에는 전라남도 관찰사에 임명되었지만 고사하다가, 그 해 9월 2일 전라남도 관찰사(全羅南道觀察使)로 나갔다. 전남 관찰사 재직 중 선정을 베풀어 선정비가 건립되었다. 윤웅렬의 선정비는 광주향교 옆에 세워졌다. 7월 18일 특명으로 전라남도 관찰사로 겸임 전라남도재판소판사(兼任全羅南道裁判所判事)에 임명되었다.
전라남도 관찰사 재직 당시 그는 일본에서 건너온 승려 오쿠무라 엔신(奧村圓心)을 후원, 정착하는데 도움을 주었다. 오쿠무라 엔신은 광주 불로동에 본원사(本願寺, 일본 혼간지로부터 유래함)를 건립하였고, 이후 엔싱의 누이인 오쿠무라 이오코(奧村五百子)가 건너와 교육, 자선사업을 펼쳤다. 그는 일본인 남매에게 조선 사회의 개화의 필요성을 역설하였는데, 그가 군부대신으로 이임하고 간 뒤에도 오쿠무라 이오코는 1898년 본원사 부지 안에 '오쿠무라실업학교'를 설립하였다. 1897년 고종이 국호를 조선에서 대한제국으로 바꾸자 국호만 바꾼다고 하여 없던 기상이 나타나느냐며 회의적인 시각으로 바라보았다.
1898년(광무 1년) 윤 3월 17일 중추원 일등의관에 임명된 뒤 5월 경무사에 임명되어 관찰사직을 겸임하다가 6월 3일 한성으로 소환되었다. 그해 6월 17일 내부협판(內部協辦), 9월 19일 겸임 내부대신 서리사무가 되었으며, 10월 9일 후임 내부대신을 임명하지 못함에 따라 다시 내부대신 서리사무를 겸임하였다. 이후 대한제국에서 군부대신(軍部大臣) 등 요직을 맡았다.

#### 대한제국 수립 이후

첫 부인 전주이씨(오른쪽), 장남 윤치호(가운데), 며느리 남포백씨 백매려(왼쪽) 등(1907년)

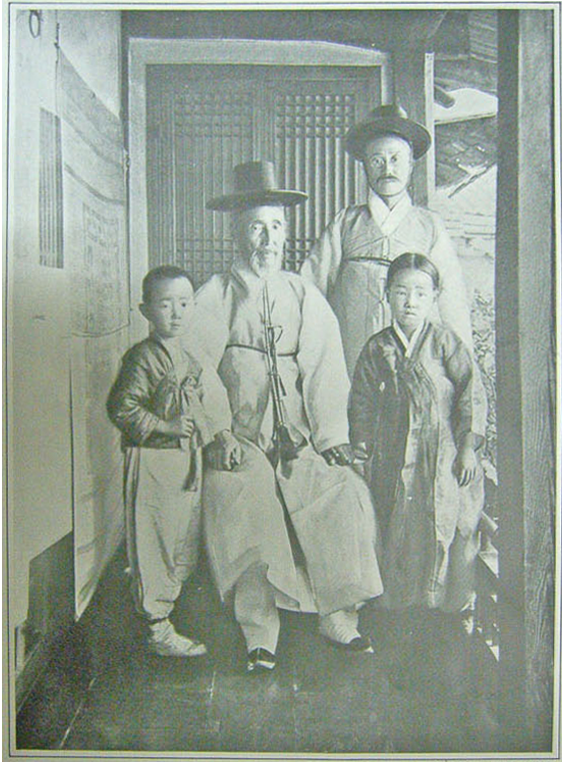
가족 사진, 좌로부터 손자 윤영선, 윤웅렬, 장남 윤치호, 맏손녀 윤봉희 순

1897년(건양 1년) 법부대신 겸임 고등재판소재판장을 거쳐 군부대신에 임명되었다. 1898년(광무 1년) 5월 21일 다시 경무사가 되고, 6월 17일 내부협판에 임명되었다가 그 해 10월 법부협판이 되었다. 그 해 9월 19일 내부협판으로 내부대신서리사무를 겸직하다가 12월 다시 법부협판이 되었고, 곧 고등재판소 판사에 겸임되었다. 이틀 뒤 다시 의정부찬정이 되었으나 스스로 사직하였다. 그 뒤 다시 의정부 찬정에 임명된 뒤 그해 11월 겸 경무사를 겸임하다가 의정부 찬정 겸 법부대신, 고등재판소 판사, 육군 참장(參將)을 거쳐 다시 의정부 찬정이 되었다.
그러나 독립협회 회원을 두둔한다는 이유로 척신당의 논척을 받기도 하였다. 1899년 1월 궁내부 특진관, 귀족원경(貴族院卿), 그해 5월 다시 궁내부 특진관을 거쳐 10월 군부대신이 되었다. 1900년 경무사에 임명되었다.
1901년(광무 4년) 1월 전라남도관찰사가 되었다. 이때 전라남도에 부과된 8만냥을 납부하지 못한 죄초 전임 관찰사 조종필(趙鍾弼)이 파면된 상태에서 부임하였다. 도내 재정이 좋지 않은 것을 확인한 윤웅렬은 전라남도에 흉년이 들어서 세금 납부가 어려움을 호소하고, 전라남도 내에서 가장 환경이 좋지 않은 군현의 현황을 골라서 조정에 보냈다. 1902년 2월 궁내부특진관에 임명되어 내직으로 소환된 뒤 같은 달 특진관으로서 평리원재판장사무(平理院裁判長事務)를 지내고, 10월 대한제국 국군 원수부 군무국총장, 11월 평리원재판소장 사무 임시서리가 되었다. 1903년 초 다시 군부대신에 임명되었으며, 이어 내장원경사무(內藏院卿事務)를 겸했다. 1903년 군부대신으로 원수부검사국총장사무(元帥府檢査局總長事務)에 임명되어 원수부 검사국총장 사무를 겸임했다. 그해 7월 원수부 기록국 총장을 거쳐 10월 육군 부장(陸軍副將)으로 승진했다. 1903년 10월 원수부 검사국 총장을 거쳐 1904년 1월 다시 군부대신이 되었다.
1904년(광무 7년) 다시 의정부찬정이 되고 그해 7월 23일 서리농상공부대신사무(署理農商工部大臣事務)를 겸임하였으나 이틀만에 농상공부대신서리직에서 해임되었다. 8월에는 겸임하던 서리내장원경사무에서 면관되었고, 참모부 부장에 임명되었다. 9월 참모부 부장이 되었다가 참모부총장서리(參謀部摠長署理)를 겸하였으며, 1905년 2월 군부 찬모관을 거쳐 임시군부대신이 되었다가 1905년 6월 중추원찬의가 되고 훈 2등에 서훈되었다. 그러나 러일전쟁 무렵 정계를 은퇴한 후 기독교에 귀의하였다.

### 정계 은퇴
1905년(광무 8년) 3월 강화육영학교에 기부금 50원을 헌납하다. 1905년 10월 을사보호조약이 체결되자 그는 부당한 조약 체결은 있을 수 없다며 고종에게 건의하였으나 묵살되었고, 조약은 체결되었다. 윤웅렬은 을사 조약 체결자들의 처벌을 건의했으나 역시 받아들여지지 않았다. 그 해, 10월 윤웅렬은 국민교육회에 기부금 100원을 기부하고, 바로 한성부로 가 사직서를 체줄, 관직에서 은퇴한다. 불가항력이라 생각한 그는 이후 일체의 정치 활동에서 완전히 손을 떼게 된다.
1905년 경성부에 알 수 없는 전염병이 돌자, 1905년 6월부터 윤웅렬은 종로방 전동의 본가 대신 도성 성문 창의문 바로 앞이자 경승지로 손꼽히던 경성부 무계동(武溪洞, 후일 부암동에 편입됨)에 별장을 짓고, 1906년 3월 완공되자 이사하여 거주했다. 이때 윤웅렬은 새 별장은 건축가를 불러 2층 벽돌 양식으로 짓게 했다. 후대에 그의 별장은 반계 윤웅렬 별서라는 이름으로 서울특별시 민속자료 제12호로 지정된다. 전염병이 사라지자 다시 종로방 전동의 본가로 돌아왔다.
1907년(광무 10) 3월 4일 본부인 전의이씨가 사망하자, 윤웅렬은 아들을 낳아 준 첩 전주이씨 이정무와 정식으로 결혼하였다. 서자 윤치호의 재능을 평소 아깝게 여겼던 윤웅렬은 본부인 전의이씨에게는 딸만 한 명 있었기에, 서자 윤치호를 적자로 올려주고자 이정무를 정실 부인으로 인정하고 결혼식을 올렸다. 곧 윤웅렬은 집안의 재산과 자신의 아버지 제사, 할아버지 제사를 포함한 가장(家長)의 지위를 윤치호에게 서서히 넘기려 했다.

### 생애 후반

#### 국채보상운동과 사회 활동

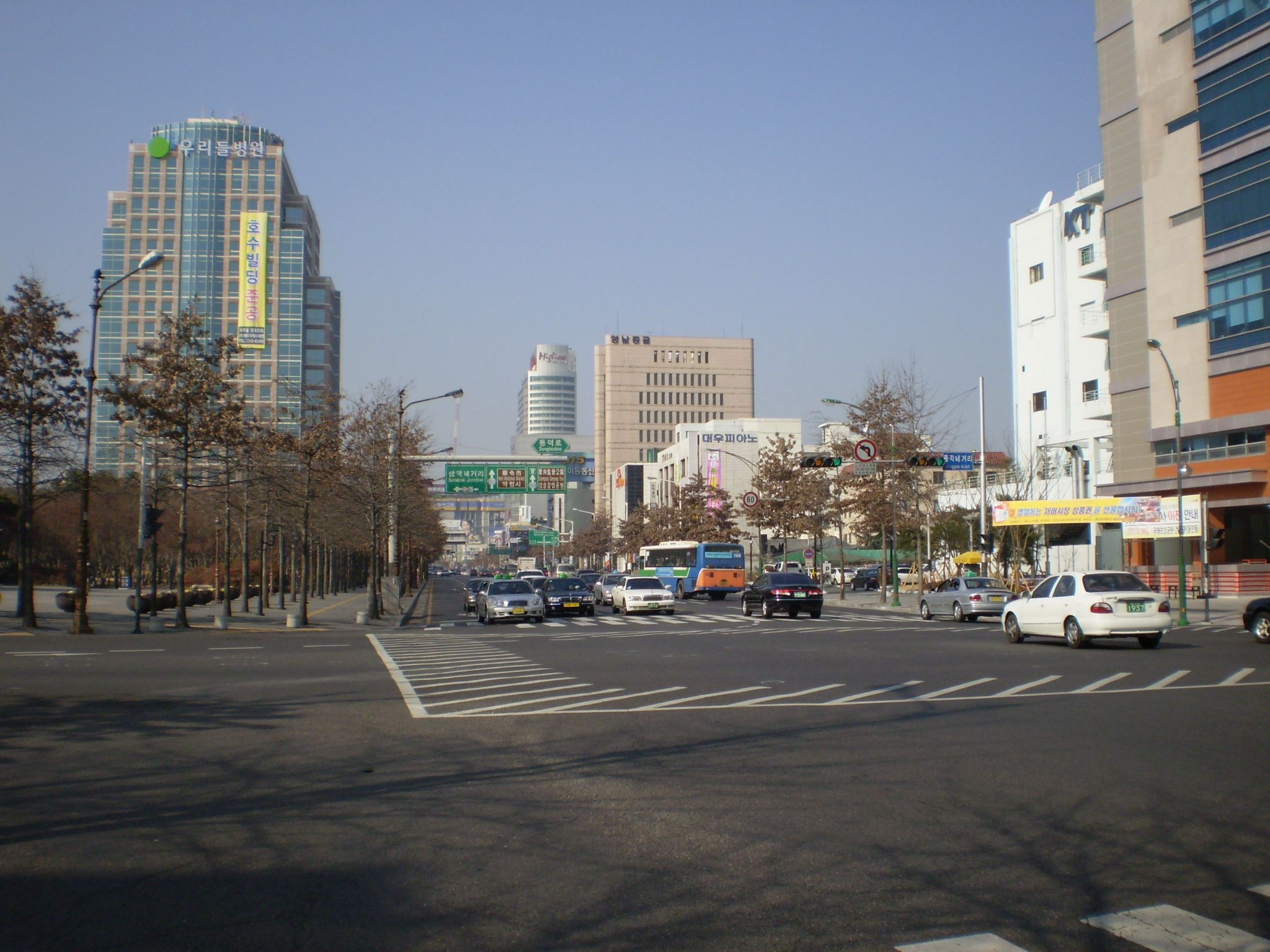
대구 중구 국채보상로 종각네거리
도로 왼편이 국채보상운동기념공원이다.

1907년(융희 1년) 6월 중서동 상업전문학교교장에 취임했고 1910년에 물러났다. 1907년 국채 보상 운동이 전국에서 벌어지자 윤웅렬도 서상일 등과 함께 국채 보상 운동에 참여하였고, 국채보상지원금총합소의 제2대 소장에 임명되었다. 그러나 국채 보상 운동은 일제의 방해로 실패하고 만다. 그해 9월 19일 육군부장으로 퇴직하였다.
한국통감부는 윤웅렬에게 "보상금 3만원 중 베델과 양기탁이 사취하였으므로 그 반환을 요청한다"는 청원서를 제출토록 사주하였다. 윤웅렬은 이 사주에 따라 국채보상금 반환청구서를 제출하였다.
1908년 8월 국채보상지원금총합소 소장으로 재직 중 보상금 중 3만원을 영국인 베델이 사취했으므로 반환을 요청하였으나 거부되자 보상지원금 총합소장직을 사퇴한다. 일본의 책동에 편승하여 일진회의 기관지인 국민신보는 베델과 양기탁이 국채보상금을 횡령했고, 그 사실이 탄로났다고 기사화하였다. 베델에게 일부 맡긴 국채보상금 중 베델은 고리대금을 하였으나 일부 금액은 끝내 환수하지 못했고, 베델과 조선 국내 여론 사이에서 그는 갈등하였다.
8월말 기호흥학회 회장에 추대되고 1909년 4월부터 6월까지 일본관광단의 일원으로 선발되어 일본 도쿄, 나가사키 등을 시찰하고 귀국하였다. 이후 충남 아산의 별장에 칩거하다가 1910년(융희 4년) 8월 27일 정헌대부(正憲大夫)로 승진했다.
그는 일본어와 중국어를 능통하게 구사할 수 있었고, 간단한 영어를 구사했다. 이는 후일 조선에 온 미국인, 영국인 선교사들과의 대화에도 적잖은 도움이 되었다. 그는 조선에 온 선교사들의 편의를 봐 주고, 사람을 시켜 그들이 예배당으로 쓸 장소를 물색하는 데에도 도움을 주었다.

#### 한일합방과 최후

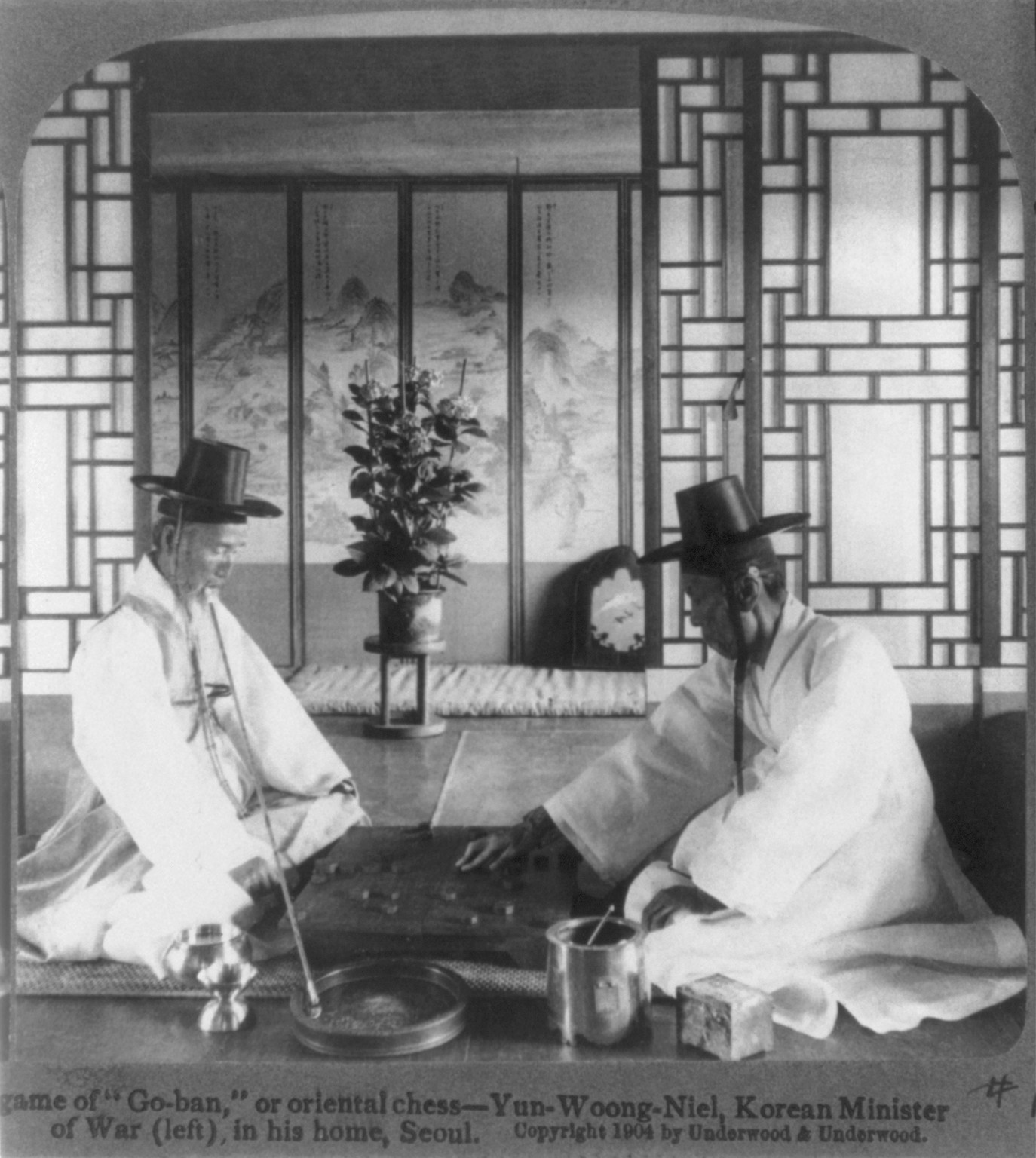
윤웅렬(왼편 담배 피우는 이)

1910년(융희 4년) 10월 한일 합방 조약 이후 일본 제국 남작(男爵)의 작위를 받고 메이지 천황으로부터 공채 2만 5천원을 하사받았다. 남작 작위는 1911년 사망 후 장남인 윤치호에게 승계되었다. 그해 12월 국채보상금 4만 2천원을 납부자들에게 되돌려주고, 납부자를 확인할 수 없는 자금은 조선총독부 경무총감부에 위탁하였다.
한일합방 직후 도산 안창호가 거국가를 남기고 출국하자 아들 윤치호는 갈등, 방황하였다. 윤치호는 병환중인 아버지와 노모와 아내, 2남 2녀가 있고 서모에게서 어린 이복동생 둘이 있어서 이들을 책임져야 된다는 압박감 때문에 출국을 주저했다. 이상재는 치호에게 여러 번 이승만, 안창호의 사례를 들며 미국으로의 망명을 권고하였으나 끝내 거절하였다. 윤웅렬은 1911년 양력 9월 22일 한성부 자택에서 향년 72세로 사망하였다.

### 사후

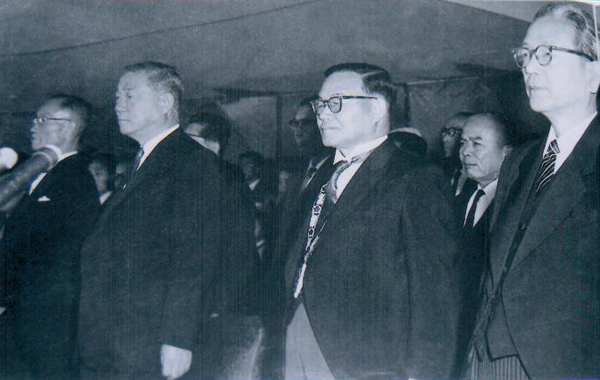
제2공화국의 대통령인 종손 윤보선(오른쪽에서 두 번째)과 총리 장면

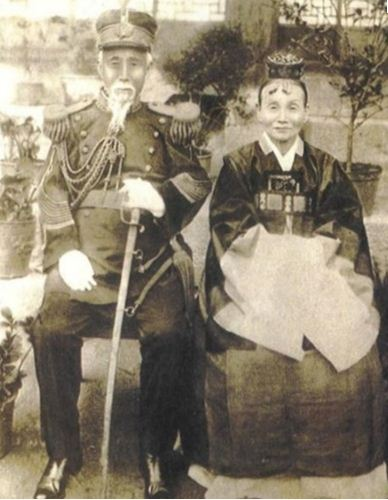
동생 윤영렬과 한진숙 내외

바로 신문내 예배당에서 장례식을 거행한 후 9일장을 한 뒤 1912년 9월 30일 충청남도 아산군 온양읍 옥계리 후록 자좌의 묘지에 매장되었다. 뒤에 경기도 평택시 팽성읍 객사리 부용산에 이장되었다. 동생 경재 윤영렬의 묘소 역시 근처 경기도 평택시 팽성읍 객사리 부용산에 있다. 평택군 팽성읍에 있던 묘소는 후에 충청남도 아산군 둔포면 석곡1리 선영으로 다시 이장하였으며, 2009년 봉분으로 조성되었던 윤웅렬의 묘소는 평평한 돌무덤으로 개장되었다.
묘소의 가운데는 윤웅렬의 묘이고 우측은 김정순, 좌측은 이정무를 안장하였다. 첫 부인 전의이씨는 둔포면 석곡리 선영 근처 유좌(酉坐)에 안장되었다.
서울에 있던 그의 별장들 중 일부는 매각되었고, 아산의 별장은 후일 아들 윤치창이 매입하여 한때 거주하기도 했다. 경성부 종로방 부암동(현 서울특별시 종로구 부암동)에 있는 반계 윤웅렬 별장 은 여러번 주인이 바뀌다가 1970년대에 서울특별시에서 매입하여 1977년 3월 17일 '부암동 윤응렬 대감가'라는 이름으로 서울특별시민속자료 제12호로 등록되었다.
2002년 발표된 친일파 708인 명단과 2008년 민족문제연구소에서 친일인명사전에 수록하기 위해 정리한 친일인명사전 수록예정자 명단에 모두 선정되었고, 2006년에는 친일반민족행위진상규명위원회의 일제강점기 초기 친일반민족행위 106인 명단에 포함되었다.
1900년대 초 전라남도 광주시내에 세워졌던 그의 선정비인 '관찰사 윤공웅렬 선정비'(觀察使尹公雄烈善政碑)는 훼손당할 위기에 처했다가 1957년 광주공원 입구에 옮겨졌고 1965년 다시 동쪽 언덕에 옮겨져 다시 세워졌다.

## 기타
그가 친일파라는 주장에 대해 작위를 받은지 1년만에 사망하였으므로 적극적으로 친일행위를 했다고 보기 어렵다는 시각도 있다. 하지만 해방 직후 건국준비위원회를 비롯한 여러 사회정치단체와 미군정에 의해 설립된 남조선과도입법의원에서 제정한 특별조례 등에서 일본 정부로부터 공위 및 작위를 받거나 세습한 수공(受公), 습공(襲公), 수작(受爵), 습작(襲爵) 행위자는 당연범으로서 처리되었으며, 반민특위에서도 수작과 습작 행위는 반민족행위로 다루어졌기 때문에 작위를 받은 그 행위 자체로도 적극적인 친일행위가 다름 없다는 친일반민족행위진상규명위원회의 해석이 나왔으며, 일제강점하 반민족행위 진상규명에 관한 특별법 제2조 7호에도 수작과 습작행위를 친일반민족행위로 규정되어 있다.

## 가족 관계
|  |  |                               |                               |                               |                               |                               |                               |                      |                      |                      |                      |  |  |  |  |                                    |                                    |                                    |                                    |                                    |                                    |                                    |                                    |                                    |                                    |                                    |                                    |                                    |                                    | 윤취동 (尹取東) 1798~1863          |                                    |  |  |                           |                           |                           |                           |                           |                           |                           |                           |                                    |                                    |                                    |                                    |                                                  |                                                  |                                                  |                                                  |                                                  |                                                  |  |  |  |  |                           |                           |                           |                           |                           |                           |  |  |                       |                       |                       |                       |                       |                       |
|  |  |                               |                               |                               |                               |                               |                               |                      |                      |                      |                      |  |  |  |  |                                    |                                    |                                    |                                    |                                    |                                    |                                    |                                    |                                    |                                    |                                    |                                    |                                    |                                    |                                    |                                    |  |  |                           |                           |                           |                           |                           |                           |                           |                           |                                    |                                    |                                    |                                    |                                                  |                                                  |                                                  |                                                  |                                                  |                                                  |  |  |  |  |                           |                           |                           |                           |                           |                           |  |  |                       |                       |                       |                       |                       |                       |
|  |  |                               |                               |                               |                               |                               |                               |                      |                      |                      |                      |  |  |  |  |                                    |                                    |                                    |                                    |                                    |                                    |                                    |                                    |                                    |                                    |                                    |                                    |                                    |                                    |                                    |                                    |  |  |                           |                           |                           |                           |                           |                           |                           |                           |                                    |                                    |                                    |                                    |                                                  |                                                  |                                                  |                                                  |                                                  |                                                  |  |  |  |  |                           |                           |                           |                           |                           |                           |  |  |                       |                       |                       |                       |                       |                       |
|  |  | 전주이씨 (全州李氏) 1844~1936 | 전주이씨 (全州李氏) 1844~1936 | 전주이씨 (全州李氏) 1844~1936 | 전주이씨 (全州李氏) 1844~1936 | 전주이씨 (全州李氏) 1844~1936 | 전주이씨 (全州李氏) 1844~1936 |                      |                      |                      |                      |  |  |  |  |                                    |                                    |                                    |                                    | 반계 윤웅렬 (磻溪尹雄烈) 1840~1911 | 반계 윤웅렬 (磻溪尹雄烈) 1840~1911 | 반계 윤웅렬 (磻溪尹雄烈) 1840~1911 | 반계 윤웅렬 (磻溪尹雄烈) 1840~1911 | 반계 윤웅렬 (磻溪尹雄烈) 1840~1911 | 반계 윤웅렬 (磻溪尹雄烈) 1840~1911 |                                    |                                    |                                    |                                    |                                    |                                    |  |  |                           |                           | 김정순 (金貞淳) 1879~1959 | 김정순 (金貞淳) 1879~1959 | 김정순 (金貞淳) 1879~1959 | 김정순 (金貞淳) 1879~1959 | 김정순 (金貞淳) 1879~1959 | 김정순 (金貞淳) 1879~1959 |                                    |                                    |                                    |                                    | 연구 윤영렬 (蓮龜尹英烈) 1854~1939 윤영렬 가계도 | 연구 윤영렬 (蓮龜尹英烈) 1854~1939 윤영렬 가계도 | 연구 윤영렬 (蓮龜尹英烈) 1854~1939 윤영렬 가계도 | 연구 윤영렬 (蓮龜尹英烈) 1854~1939 윤영렬 가계도 | 연구 윤영렬 (蓮龜尹英烈) 1854~1939 윤영렬 가계도 | 연구 윤영렬 (蓮龜尹英烈) 1854~1939 윤영렬 가계도 |  |  |  |  | 한진숙 (韓鎭淑) 1851~1938 | 한진숙 (韓鎭淑) 1851~1938 | 한진숙 (韓鎭淑) 1851~1938 | 한진숙 (韓鎭淑) 1851~1938 | 한진숙 (韓鎭淑) 1851~1938 | 한진숙 (韓鎭淑) 1851~1938 |  |  | 윤씨 (尹氏) 1835~1920 | 윤씨 (尹氏) 1835~1920 | 윤씨 (尹氏) 1835~1920 | 윤씨 (尹氏) 1835~1920 | 윤씨 (尹氏) 1835~1920 | 윤씨 (尹氏) 1835~1920 |
|  |  | 전주이씨 (全州李氏) 1844~1936 | 전주이씨 (全州李氏) 1844~1936 | 전주이씨 (全州李氏) 1844~1936 | 전주이씨 (全州李氏) 1844~1936 | 전주이씨 (全州李氏) 1844~1936 | 전주이씨 (全州李氏) 1844~1936 |                      |                      |                      |                      |  |  |  |  |                                    |                                    |                                    |                                    | 반계 윤웅렬 (磻溪尹雄烈) 1840~1911 | 반계 윤웅렬 (磻溪尹雄烈) 1840~1911 | 반계 윤웅렬 (磻溪尹雄烈) 1840~1911 | 반계 윤웅렬 (磻溪尹雄烈) 1840~1911 | 반계 윤웅렬 (磻溪尹雄烈) 1840~1911 | 반계 윤웅렬 (磻溪尹雄烈) 1840~1911 |                                    |                                    |                                    |                                    |                                    |                                    |  |  |                           |                           | 김정순 (金貞淳) 1879~1959 | 김정순 (金貞淳) 1879~1959 | 김정순 (金貞淳) 1879~1959 | 김정순 (金貞淳) 1879~1959 | 김정순 (金貞淳) 1879~1959 | 김정순 (金貞淳) 1879~1959 |                                    |                                    |                                    |                                    | 연구 윤영렬 (蓮龜尹英烈) 1854~1939 윤영렬 가계도 | 연구 윤영렬 (蓮龜尹英烈) 1854~1939 윤영렬 가계도 | 연구 윤영렬 (蓮龜尹英烈) 1854~1939 윤영렬 가계도 | 연구 윤영렬 (蓮龜尹英烈) 1854~1939 윤영렬 가계도 | 연구 윤영렬 (蓮龜尹英烈) 1854~1939 윤영렬 가계도 | 연구 윤영렬 (蓮龜尹英烈) 1854~1939 윤영렬 가계도 |  |  |  |  | 한진숙 (韓鎭淑) 1851~1938 | 한진숙 (韓鎭淑) 1851~1938 | 한진숙 (韓鎭淑) 1851~1938 | 한진숙 (韓鎭淑) 1851~1938 | 한진숙 (韓鎭淑) 1851~1938 | 한진숙 (韓鎭淑) 1851~1938 |  |  | 윤씨 (尹氏) 1835~1920 | 윤씨 (尹氏) 1835~1920 | 윤씨 (尹氏) 1835~1920 | 윤씨 (尹氏) 1835~1920 | 윤씨 (尹氏) 1835~1920 | 윤씨 (尹氏) 1835~1920 |
|  |  |                               |                               |                               |                               |                               |                               |                      |                      |                      |                      |  |  |  |  |                                    |                                    |                                    |                                    |                                    |                                    |                                    |                                    |                                    |                                    |                                    |                                    |                                    |                                    |                                    |                                    |  |  |                           |                           |                           |                           |                           |                           |                           |                           |                                    |                                    |                                    |                                    |                                                  |                                                  |                                                  |                                                  |                                                  |                                                  |  |  |  |  |                           |                           |                           |                           |                           |                           |  |  |                       |                       |                       |                       |                       |                       |
|  |  |                               |                               |                               |                               |                               |                               |                      |                      |                      |                      |  |  |  |  |                                    |                                    |                                    |                                    |                                    |                                    |                                    |                                    |                                    |                                    |                                    |                                    |                                    |                                    |                                    |                                    |  |  |                           |                           |                           |                           |                           |                           |                           |                           |                                    |                                    |                                    |                                    |                                                  |                                                  |                                                  |                                                  |                                                  |                                                  |  |  |  |  |                           |                           |                           |                           |                           |                           |  |  |                       |                       |                       |                       |                       |                       |
|  |  |                               |                               |                               |                               | 친 누이동생 (花峴妹)          | 친 누이동생 (花峴妹)          | 친 누이동생 (花峴妹) | 친 누이동생 (花峴妹) | 친 누이동생 (花峴妹) | 친 누이동생 (花峴妹) |  |  |  |  | 좌옹 윤치호 (佐翁尹致昊) 1865~1945 | 좌옹 윤치호 (佐翁尹致昊) 1865~1945 | 좌옹 윤치호 (佐翁尹致昊) 1865~1945 | 좌옹 윤치호 (佐翁尹致昊) 1865~1945 | 좌옹 윤치호 (佐翁尹致昊) 1865~1945 | 좌옹 윤치호 (佐翁尹致昊) 1865~1945 |                                    |                                    |                                    |                                    | 남포 윤치왕 (南圃尹致旺) 1895~1982 | 남포 윤치왕 (南圃尹致旺) 1895~1982 | 남포 윤치왕 (南圃尹致旺) 1895~1982 | 남포 윤치왕 (南圃尹致旺) 1895~1982 | 남포 윤치왕 (南圃尹致旺) 1895~1982 | 남포 윤치왕 (南圃尹致旺) 1895~1982 |  |  | 윤치창 (尹致昌) 1899~1973 | 윤치창 (尹致昌) 1899~1973 | 윤치창 (尹致昌) 1899~1973 | 윤치창 (尹致昌) 1899~1973 | 윤치창 (尹致昌) 1899~1973 | 윤치창 (尹致昌) 1899~1973 |                           |                           | 손진실 (孫眞實) 홍정욱 가계도 참조 | 손진실 (孫眞實) 홍정욱 가계도 참조 | 손진실 (孫眞實) 홍정욱 가계도 참조 | 손진실 (孫眞實) 홍정욱 가계도 참조 | 손진실 (孫眞實) 홍정욱 가계도 참조               | 손진실 (孫眞實) 홍정욱 가계도 참조               |                                                  |                                                  |                                                  |                                                  |  |  |  |  |                           |                           |                           |                           |                           |                           |  |  |                       |                       |                       |                       |                       |                       |
|  |  |                               |                               |                               |                               | 친 누이동생 (花峴妹)          | 친 누이동생 (花峴妹)          | 친 누이동생 (花峴妹) | 친 누이동생 (花峴妹) | 친 누이동생 (花峴妹) | 친 누이동생 (花峴妹) |  |  |  |  | 좌옹 윤치호 (佐翁尹致昊) 1865~1945 | 좌옹 윤치호 (佐翁尹致昊) 1865~1945 | 좌옹 윤치호 (佐翁尹致昊) 1865~1945 | 좌옹 윤치호 (佐翁尹致昊) 1865~1945 | 좌옹 윤치호 (佐翁尹致昊) 1865~1945 | 좌옹 윤치호 (佐翁尹致昊) 1865~1945 |                                    |                                    |                                    |                                    | 남포 윤치왕 (南圃尹致旺) 1895~1982 | 남포 윤치왕 (南圃尹致旺) 1895~1982 | 남포 윤치왕 (南圃尹致旺) 1895~1982 | 남포 윤치왕 (南圃尹致旺) 1895~1982 | 남포 윤치왕 (南圃尹致旺) 1895~1982 | 남포 윤치왕 (南圃尹致旺) 1895~1982 |  |  | 윤치창 (尹致昌) 1899~1973 | 윤치창 (尹致昌) 1899~1973 | 윤치창 (尹致昌) 1899~1973 | 윤치창 (尹致昌) 1899~1973 | 윤치창 (尹致昌) 1899~1973 | 윤치창 (尹致昌) 1899~1973 |                           |                           | 손진실 (孫眞實) 홍정욱 가계도 참조 | 손진실 (孫眞實) 홍정욱 가계도 참조 | 손진실 (孫眞實) 홍정욱 가계도 참조 | 손진실 (孫眞實) 홍정욱 가계도 참조 | 손진실 (孫眞實) 홍정욱 가계도 참조               | 손진실 (孫眞實) 홍정욱 가계도 참조               |                                                  |                                                  |                                                  |                                                  |  |  |  |  |                           |                           |                           |                           |                           |                           |  |  |                       |                       |                       |                       |                       |                       |

서자 윤치왕. 그는 의학자, 군의관이었다.

장손 윤영선

- 조부: 윤득실(尹得實, 1768년 - 1805년) 윤흔(尹昕, ?-?)의 5대손
- 조모: 남양홍씨(1765년 - 1816년 5월 7일)
- 아버지: 윤취동(尹取東, 1798년 7월 18일 - 1863년 12월 21일)
- 어머니: 고령신씨(高靈申氏[28], 1797년 - 1827년 3월 17일)
- 어머니(생모): 안동김씨(安東金氏, 1810년 - 1900년 10월)
  - 누나: 해평윤씨
  - 누나: 해평윤씨(1835년 - 1920년)
  - 동생: 윤영렬(尹英烈, 1854년 음력 4월 15일 - 1939년 양력 11월 4일)
- 본부인 : 전의이씨(1838년 6월 9일[29] - 1907년 3월 4일) - 이현표(李玄豹)의 딸
  - 딸 : 해평윤씨[29], 윤치호 일기 1898년 6월 9일자에 자신의 배다른 누나와 그의 남편 Mr. Kim의 존재를 언급하였다.
  - 사위 : 김충현(金忠鉉, 광산김씨)
- 부인 : 전주이씨(全州李氏[30], 1844년 9월 27일 - 1936년 2월 12일) - 이일영(李日永)의 딸
  - 딸 : 윤경희(尹慶姬, 1862년 - 1931년)
  - 사위 : 김재극(金在極, 언양김씨), 군수 김화영(金華榮)의 아들
  - 첫째 아들: 윤치호 (尹致昊, 1865년 1월 16일 - 1945년 양력 12월 9일)
  - 며느리 : 진주 강씨(晉州 姜氏, 1868년 - 1886년, 1879년 결혼)
  - 며느리 : 마애방(馬愛芳, 1871년 - 1905년, 중국 사람, 1894년 재혼)
    - 첫째 손녀: 윤봉희(尹鳳姬, 1894년 12월 31일 - ?) - 김긍성과 결혼. 경기도 개성에서 살았음
    - 첫째 손자: 윤영선(尹永善, 1896년 12월 25일 - 1988년 2월 6일) 제3대 농림부장관, 조선일보 방상훈의 처조부
    - 둘째 손자: 윤봉성(尹鳳成, 1897년 - 요절)
    - 셋째 손자: 윤광선(尹光善, 1898년 11월 17일 - 1950년?) 한국 전쟁 때 납북, 남궁억의 사위.
    - 둘째 손녀: 윤용희(尹龍姬, 1903년 - ? ) - 외국 거주.

  - 며느리 : 백매려(白梅麗, 1890년 8월 1일 - 1943년 4월 10일, 1907년 재혼)
    - 셋째 손녀: 윤문희(尹文姬, 별칭은 마리(Mary), 1907년 9월 18일 - ?) - 정광현(鄭光鉉, 서울대학교 법대 교수)과 결혼.
    - 넷째 손녀: 윤무희(尹武姬, 1912년 5월 4일 - 1914년 3월 10일)
    - 다섯째 손녀: 윤은희(尹恩姬, 1917년 11월 11일 - ?) - 정봉섭(의학박사)과 결혼.
    - 여섯째 손녀: 윤명희(尹明姬, 1918년 2월 8일 - ?)
    - 넷째 손자: 윤장선(尹璋善 1920년 1월 27일 - 2005년 3월 25일) 전(前) 미국 샌프란스시코 총영사관
    - 다섯째 손자: 윤기선(尹琦善 1921년 10월 22일 - ) 미국에서 피아니스트 활동
    - 일곱째 손녀: 윤보희(尹寶姬, 1923년 10월 19일 - ), 이화여자대학교 음대 교수. 현영학(이화여자대학교 문리대학장)과 결혼.
    - 여덟째 손녀: 윤영희(尹瑛姬, 1926년 3월 5일 - , 미국 거주)
    - 여섯째 손자: 윤정선(尹挺善, 요셉[31] 1928년 5월 24일 - 2008년 3월 4일) 미국에서 사망
    - 아홉째 손녀: 윤정희
- 부인 : 다옥(茶玉, ? - ?, 기생 출신 소실)
- 부인 : 김정순(金貞淳[32], 1879년 3월 15일 - 1959년 11월 16일)
  - 아들: 이름 미상, 요절[33]
  - 아들: 윤치왕 (尹致旺, 1895년 양력 2월 17일 - 1982년 양력 12월 21일)[34]
  - 며느리 : 이모임(李慕姙, 이희덕(李熙悳)의 딸, ? - ?)
    - 손녀 : 윤선희(尹善姬, 1912년 9월 29일 - 1989년) - 장석윤(張錫潤, 제7대 내무부장관)과 결혼.
    - 손자 : 윤정선
    - 손자 : 윤경선
    - 손자 : 윤도선(尹燾善, 1932년 3월 5일 - )
    - 손자 : 윤훈선(尹薰善, 1934년 6월 26일 - )
    - 손자 : 윤연선(尹然善, 1936년 1월 11일 - , 공무원)

  - 아들: 윤치창( 尹致昌, 1899년 양력 3월 5일 - 1973년 양력 10월 1일)- 초대 영국 공사.[34]
  - 며느리: 손진실(孫眞實, 1901년 - 1990년), 독립운동가 손정도의 딸, 손원일의 누나
    - 손자 : 윤종선(尹淙善, 1935년 - 2002년 3월 17일), 생화학박사, 뉴욕치과대 교수
    - 손녀 : 윤원희
    - 손자 : 윤해선(1929년 - )
    - 손녀 : 윤양희
- 소실 : 이름 미상
  - 아들 : 윤길용(尹吉龍, 1894년 - ?)
- 장인 : 이현표(李玄豹), 전의이씨, 첫 부인 전의이씨의 친정아버지
- 장인 : 이일영(李日永), 전주이씨, 두번째 부인 전주이씨 이정무의 친정아버지
- 사돈 : 현시학(1924년 - 1989년, 손녀사위 현영학의 동생)
- 사돈 : 남궁억, 손자며느리 남궁자경의 친정아버지
- 사돈 : 손정도, 며느리 손진실의 친정아버지
  - 사돈 : 손원일

## 일화
1884년 청나라의 개입으로 갑신정변이 실패로 돌아가고 그는 전라남도 화순군 능주로 유배되었다. 그가 능주에서 3년이나 귀양살이를 하며 지내던 중 잔심부름을 하는 상노가 마을에 전하는 소문을 듣고 그에게 '아래 마을에 명두(마마를 앓다 죽은 어린 여자아이의 귀신, 태주)가 있는데 앞일은 무엇이든 아주 잘 맞춘답니다. 먼 곳 육지 사람들도 많이 찾아와서 묻고 하는데, 족집게라 하더이다. 대감마님께서도 한 번 가서 물어보시면 어떠 하시온지요?'라 하였다. 그는 미신이라 불신하면서도 앞일이 너무나 궁금하고 유배지의 생활이 갑갑하여 심심풀이 삼아 찾아가 보기로 하였다. 상노를 앞세우고 태주를 모신다는 무속인의 집에 가서 그에게 물었다. 그가 자신이 누구인가를 묻자 태주는 한양의 고관임을 말했고 윤웅렬이 언제 석방되는가를 묻자 보름쯤 뒤에 풀려난다고 예언하였다. 예언대로 보름쯤 뒤 그는 석방되었다. 그는 아들 윤치호와의 상봉을 묻자 태주는 아들이 먼 서양에 있고 청나라 여성과 결혼하고 그 전에 그와 만나리라고 예견하였다.
전생과 내세, 윤회설에도 관심이 있던 그는 태주에게 자신의 전생을 물었다. 무속인이 말하기를 그는 전생은 승려로서, 법호는 해파(海波)요 승명은 여순(與淳)이었다. 그는 함경도 안변 석왕사에서 열심히 정진하였기 때문에 그 공덕으로 중국에 태어나 1품대신으로 큰 공로를 세우며 부귀하였고, 그 다음인 금생에는 다시 조선에 태어나 현달했고 장차 군부대신이 될 것이며, 오복을 구족하여 부귀하겠다는 것이다. 그가 같이 수행하던 승려를 묻자 태주는 전생에 함께 출가한 형이 있다 말하고 스님 노릇을 잘못하여 공금을 횡령했는데 법당을 중수한다, 개금불사를 한다고 하면서 모은 시주금을 함부로 소모하였고, 부처님의 삼보정재를 도둑질한 죄로 지옥에 떨어져 고초를 받다가, 이제 다시 인간의 몸을 받았지만 가난한 과보를 받아 끔찍이 고생을 하고 있더라는 것이다. 이어 강원도 통천에서 술장사를 하며 사는데, 이름은 이경운이라 하며 술집 이름은 '새술막이'라 하고, 두 손이 모두 조막손이라는 것이다. 그 뒤 윤웅렬은 태주의 예언대로 유배지에서 풀려나 가족과 아들 윤치호를 만나고 청나라출신 며느리를 만나게 된다. 그런데 그는 자신의 전생이 석왕사 스님이었다는 태주의 말을 잊을 수가 없었다.
1903년(광무 7년) 그는 아들 윤치호와 호위병들을 이끌고 안변 석왕사를 찾아갔다. 수군당(壽君堂)이라는 절의 요사채에 숙소를 정하고 그 이튿날, 산중 스님들을 모두 모이게 하고는 '해파 여순(海波 與淳)이란 스님이 백여 년 전에 이 절에 있었는가? 그 권속이 누구이며, 그 스님의 행장을 아는 이가 있는가'등을 확인해 보았으나 아무도 아는 사람이 없었다.
'과연 전생이란 없는 것인가?'라는 말을 의심하던 그는 무속인의 말을 믿은 자신을 어리석다 여겼다. 그러나 태주의 말대로 2주일 있다가 유배지에서 풀려났고, 1년 뒤 가을에 아들이 상해에서 결혼식을 한 것과, 부자가 상봉한 일, 자신이 군부대신의 자리에 오른 일 등을 기이하게 여겨 산중의 원로 스님인 설하를 찾아가 다시 물었으나 역시 대답은 모른다는 것이었다. 그는 답답하게 여기면서 뒷산으로 사냥을 하러 갔습니다. 산꼭대기 바로 밑의 행적골 속으로 노루를 몰아넣고 수행원을 인솔하며 사냥하던 중 내원암 입구에서 잠시 쉬게 되었는데, 바로 눈앞에 부도가 일렬로 서 있는 것이었습니다. 그가 무심코 일어나 부도들을 살피던 중 '해파당 여순'(海波堂 與淳)이라 쓴 부도를 발견하게 되었다. 그는 아들에게 수행원들을 데려와 부도에 절하게 하였다. 윤치호는 아버지 명이므로 영문도 모른채 절부터 하였고 윤웅렬은 일행을 데리고 석왕사로 돌아와 스님들을 모아놓고 완도에서 점친 전후의 일을 설명하자 대중들이 모두 탄복하였다.
그리고 하인 유대방이라는 사람을 강원도 통천으로 보내 두 손 모두가 조막손인 '새술막이' 술집 주인 이경운을 수소문하여 존재한다는 것을 확인, 데리고 와서 수행원에게 인계하였다. 수행원은 곧 그를 윤웅렬 대감이 거처하는 방으로 데리고 들어가서 절을 하도록 지시하였다. 그런데 그가 절을 하지 못하게한 뒤 전생의 관계를 들려 주었다.
| “ | 현재의 생활이 매우 어려우신 모양이니, 전생의 형님에게 돈 백냥과 옷감 열 필을 드립니다. 약소한대로 논도 사고, 밭도 사서 늙은 내외 편히 지낼 수 있는 생계를 마련하시지요. 그리고 아무쪼록 과거사를 뉘우쳐 부처님의 은덕을 잊지 마시고, 염불을 많이 하여 죄업을 소멸하시기 바랍니다. 우리, 내생에는 불법 문중에서 다시 만나 금생에 못다한 수행을 함께 하십시다. | ” |

이어 그는 돈과 옷감을 가져가는 것을 부담스러워할까봐 군수에게 환전표를 떼어 주고 운반을 돕도록 배려하였다. 이경운 노인은 백배 감사하고 눈물을 흘리며 다짐하였다.
| “ | 이제 대감님의 은혜로 저의 전생 죄업을 알게 되었을 뿐 아니라, 이런 대은까지 내리시니 진정 갚을 길이 없습니다. 대감님의 가르침을 잠시도 잊지 않고 목숨이 붙어 있는 날까지 있는 힘을 다해 받들겠습니다. | ” |

그의 존재까지 확인한 윤웅렬은 석왕사 대중을 불러 대중공양을 올렸고, 자신이 전생에 공부하던 도량임을 생각하며 돈 오백냥을 시주하고 갔다 한다. 이는 안변군의 <석왕사지>에 기록되었다.

## 윤웅렬을 연기한 배우들
- 1982년 안형식 - 《풍운》 (KBS1 드라마)
- 1995년 원석연 - 《찬란한 여명》(KBS2 드라마)
- 2001년 강만희 - 《명성황후》(KBS2 드라마)

## 같이 보기
- 윤치호
- 김옥균
- 서재필

## 참고 자료
- 친일반민족행위진상규명위원회 (2006년 12월). 〈윤웅렬〉 (PDF). 《2006년도 조사보고서 II - 친일반민족행위결정이유서》. 서울. 257~262쪽쪽. 발간등록번호 11-1560010-0000002-10. 2007년 10월 8일에 원본 문서 (PDF)에서 보존된 문서. 2007년 6월 21일에 확인함.
- 윤치호, 《윤치호 일기 1916~1943》 (김상태 편역, 역사비평사, 2001)
- 유영렬, 《개화기의 윤치호 연구》 (경인문화사, 2011)

★윤웅렬의 초취정실은 전주이씨가아니고 全義李氏進士玄豹의딸임